# Арано, Виктор
Виктор Теодоро Арано Армас (исп. Víctor Teodoro Arano Armas, 7 февраля 1995, Косамалоапан) — мексиканский бейсболист, питчер клуба Главной лиги бейсбола «Филадельфия Филлис».

## Карьера
В 2013 году в статусе международного свободного агента Арано подписал контракт с «Лос-Анджелес Доджерс». В августе 2014 года он перешёл в Филадельфию в качестве компенсации за питчера Роберто Эрнандеса. В сезоне 2015 года Виктор играл на позиции стартового питчера в составе Клируотер Трешерс, провёл на поле 124 иннинга с показателем пропускаемости ERA 4,72.
С 2016 года тренерский штаб клуба перевёл его на позицию реливера. По ходу чемпионата Арано выступал за «Трешерс» и «Рединг Файтин Филс». Его пропускаемость составила 2,26, в 80 иннингах он сделал 95 страйкаутов. Перед началом сезона 2017 года Виктор вошёл в число двадцати самых перспективных игроков фарм-системы «Филадельфии».
В составе «Файтин Филс» он провёл большую часть сезона 2017 года, проведя на поле 39 иннингов с хорошим отношением страйкаутов к уокам (38/11). В сентябре Арано был переведён в основной состав «Филлис» и дебютировал в Главной лиге бейсбола. В чемпионате Виктор сыграл в десяти матчах, сделав в них тринадцать страйкаутов.
2018 год стал для Виктора первым полным в МЛБ. Он сыграл в 54 матчах, позволив соперникам набрать всего 49 хитов и сделал 70 страйкаутов. В восемнадцати играх, проведённых им с 25 августа по 17 сентября, Арано не пропустил ни одного рана. Концовку чемпионата он вынужден был пропустить из-за рецидива травмы локтя.